# Sicalis flaveola
Sicalis flaveola là một loài chim trong họ Thraupidae.